# Stade des Ponts Jumeaux
L'Stade des Ponts Jumeaux era un estadi del barri de Ponts Bessons a Tolosa de Llenguadoc, inaugurat el 24 de novembre de 1907, i enderrocat l'any 1980 en construir-se la circumval·lació toulousaine. Era utilitzat principalment per la pràctica del rugbi.
També era conegut amb el nom de Wallon, en honor d'Ernest Wallon, president de l'Stade Olympien des Étudiants de Toulouse (SOET) per la seva implicació en la construcció de l'estadi.